# برنامج مارس سكاوت

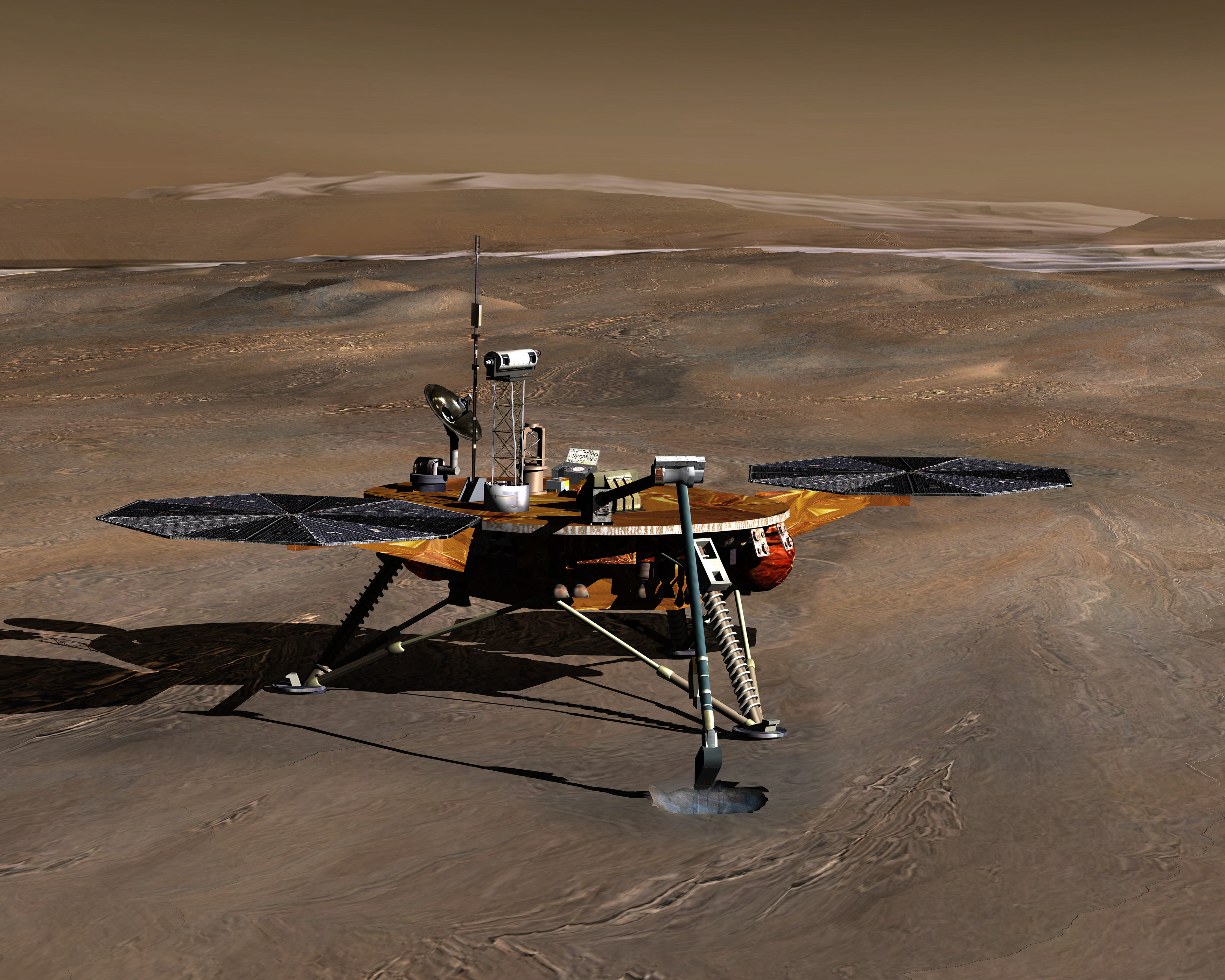

كان برنامج مارس سكاوت (استطلاع المريخ) مبادرةً تابعةً لناسا لإرسال سلسلة من المهام الآلية الصغيرة منخفضة التكلفة إلى كوكب المريخ، والتي اختيرت بشكل تنافسي من مجموعة مقترحات مبتكرة من قبل المجتمع العلمي. كان للبرنامج مجموعة من المهام الموجهة إلى المريخ، لدراسته بتكاليف منخفضة نسبيًا. خُطط أن يُكلف كل مشروع تابع لبرنامج سكاوت أقل من 485 مليون دولار. اختيرت مركبة الهبوط «فينيكس» ومركبة «مافن» المدارية وجرى تطويرهما قبل أن يتقاعد البرنامج في عام 2010.

## مهمة سكاوت الأولى
كانت المركبة الفضائية الروبوتية الأولى في هذا البرنامج هي مركبة فينيكس، وهي مركبة هبوط كانت في الأصل مخصصة لمهمة «مارس سرفيور» الملغاة ولكنها عُدلت لتتناسب مع المهمة الجديدة. أُطلقت فينيكس في 4 أغسطس 2007، وهبطت على المنطقة القطبية الشمالية الجليدية للكوكب في 25 مايو 2008. صُممت فينيكس للبحث عن بيئات مناسبة للحياة الميكروبية على المريخ، ولإجراء بحوث عن تاريخ المياه هناك. كانت المهمة الأساسية لمدة 90 يومًا ناجحةً وانتهت المهمة الإجمالية في 10 نوفمبر 2008، بعد أن عجز المهندسون عن الاتصال بالمركبة. أجرت مركبة الهبوط آخر اتصال مع الأرض في 2 نوفمبر 2008.
اختيرت مهمة فينيكس من بين أربعة مرشحين نهائيين من أصل 25 اقتراح. شمل المرشحون النهائيون الأربعة مركبة فينيكس، و«مارفيل» (استطلاع الانبعاثات البركانية والحياة على المريخ)، و«سكيم» (جمع العينات للتحقيق بالمريخ)، وطائرة المريخ «آريس» (المسح الجوي البيئي على المستوي الإقليمي). كانت سكيم مهمةً لجمع عينات مريخية باستخدام الهلام الهوائي لالتقاط غبار المريخ وإعادته إلى الأرض عبر مسار عودة حرة. كانت مارفيل مركبةً مدارية تهدف للبحث على النشاط البركاني على المريخ بالإضافة إلى تحليل مختلف مكونات غلافه الجوي وكانت تهدف للكشف عن الغازات المُنبعثة من الكائنات الحية في حال كانت موجودة هناك. كانت آريس مفهومًا لطائرة مريخية تهدف لدراسة غلافه الجوي السفلي وسطحه.
استُخدم التصميم الأساسي لفينيكس أيضًا في مهمة «إنسايت» المريخية التابعة لبرنامج «ديسكفيري».

## مهمة سكاوت الثانية
في 15 سبتمبر 2008، أعلنت ناسا أنها اختارت مافن للمهمة الثانية. خصصت ميزانية هذه المهمة ما لا يزيد عن 475 مليون دولار أمريكي. أُطلقت المهمة في 18 نوفمبر 2013 ودخلت مدارًا حول المريخ في 22 سبتمبر 2014.
تشير أدلة متعددة إلى أن المريخ فقد معظم غلافه الجوي قبل مليارات السنين. تدرس مركبة مافن المدارية المعدل الحالي لفقدان الغلاف الجوي مع التركيز على دور الرياح الشمسية في ذلك، إذ قد تكون أيونات الشمس المتحركة بسرعة ومجالها المغناطيسي مسؤولين عن حالة المريخ الحالية.

## نهاية البرنامج
في عام 2010، أعلنت مديرية العلوم في ناسا أنه برنامج مارس سكاوت سيُدمج مع برنامج ديسكفري، والذي جرى توسيعه للسماح باقتراح المهام المريخية. فاز اقتراح مركبة إنسايت بعملية اختيار مهمة ديسكفري التالية.